# Orthotrichum groenlandicum
Orthotrichum groenlandicum là một loài rêu trong họ Orthotrichaceae. Loài này được Berggr. mô tả khoa học đầu tiên năm 1875.